# Mehurići
Mehurići ist ein kleines Dorf in der Gemeinde Busovača im Kanton Zentralbosnien im Zentrum der Föderation Bosnien und Herzegowina. Das Dorf  in den Bergen oberhalb der Ortschaftsgemeinde Kaćuni liegt ca. 28 km südlich von Zenica und etwa 82 km nordwestlich der Hauptstadt Sarajevo. 

## Geografie
Zu erreichen ist das Dorf über eine von Kaćuni nach Süden in die Bergregion führende, nur teilweise asphaltierte Straße. Die Flora beherbergt, neben dem sehr fruchtbaren Boden, eine Vielzahl an Kohle- und Kalkgesteinsablagerungen. Die Fauna ist durchzogen mit Wildtieren wie Wildschwein, Reh, Auerhahn usw. Aufgrund von zahlreichen illegalen Jagdveranstaltungen ist der in dieser Region sehr verbreitete Braunbär in sehr große Bedrängnis gebracht worden. Genaue Zahlen oder Statistiken sind jedoch nicht zu bekommen.

## Wirtschaft
Ein kleiner wirtschaftlicher Träger der Region ist die Holzkohle, die von den Einheimischen selbst produziert, verpackt und danach in den Großstädten angeboten wird. Auf Grund einer hohen Arbeitslosigkeit gibt es  eine große Abwanderungsquote, die besonders die junge Bevölkerung betrifft. Das Dorf selbst nimmt dadurch immer mehr die Gestalt eines verlassenen Bergdorfes ein.